# スラブ軌道

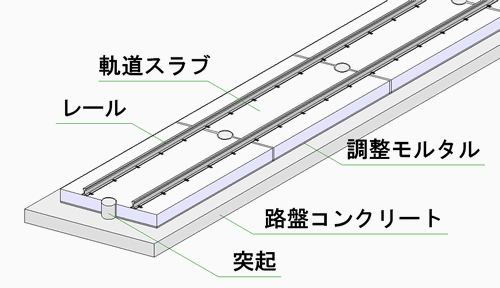
スラブ軌道　略図

スラブ軌道（スラブきどう）は、鉄道の線路あるいは軌道に使われる道床の一種。新幹線、高架線路などに多く採用されている。
レール固定に敷き固めた砕石ではなく、コンクリートなど連続的な固体を用いる点が特徴である。

## 概要
旧来のバラスト軌道では路盤上に砕石による道床を設け枕木・レールを敷設する。これに対し、スラブ軌道はコンクリート路盤上に軌道スラブと呼ばれるコンクリート製の板を設置し、その上にレールを敷く構造である。コンクリートによる軌道構造であることから、軌道狂いが発生しにくい省力化軌道の一つである。
同様に省力化軌道である直結軌道では、コンクリートを場所打ち（現場打設）としているが、スラブ軌道では工場で製作されたプレキャストコンクリートによる軌道スラブ（長さ5 m・幅2 m・厚さ20 cm）を現場に搬入して、コンクリート路盤の上に調整用のセメントとアスファルトの混合モルタル層（厚さ約50 mm）を介して設置され、コンクリート路盤に設置された突起コンクリートが軌道スラブの水平方向の力を負担する形で固定して、レールは軌道パッドと上下左右に調整できるレール締結装置を介して軌道スラブ上に敷設される構造である。そのため、従来のバラスト軌道と同じく弾性を有しており、軌道狂いの整正が可能となっている。樋口芳郎（東京大学名誉教授、コンクリート工学）により開発された軌道であり、 また、国鉄の取得した特許のなかで、もっとも収益に貢献した例といわれている。

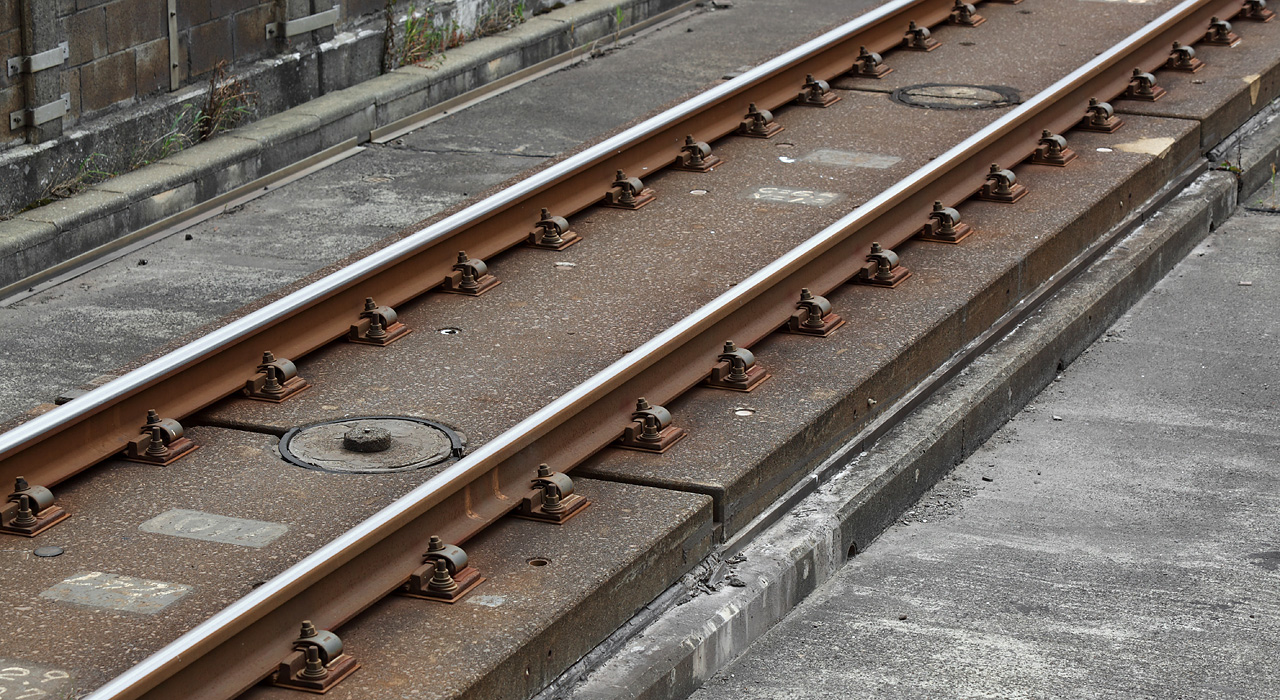
JR在来線の防振スラブ軌道
円柱形の突起とコンクリート路盤の間に挿入された緩衝ゴムが見える。新幹線用も同構造。

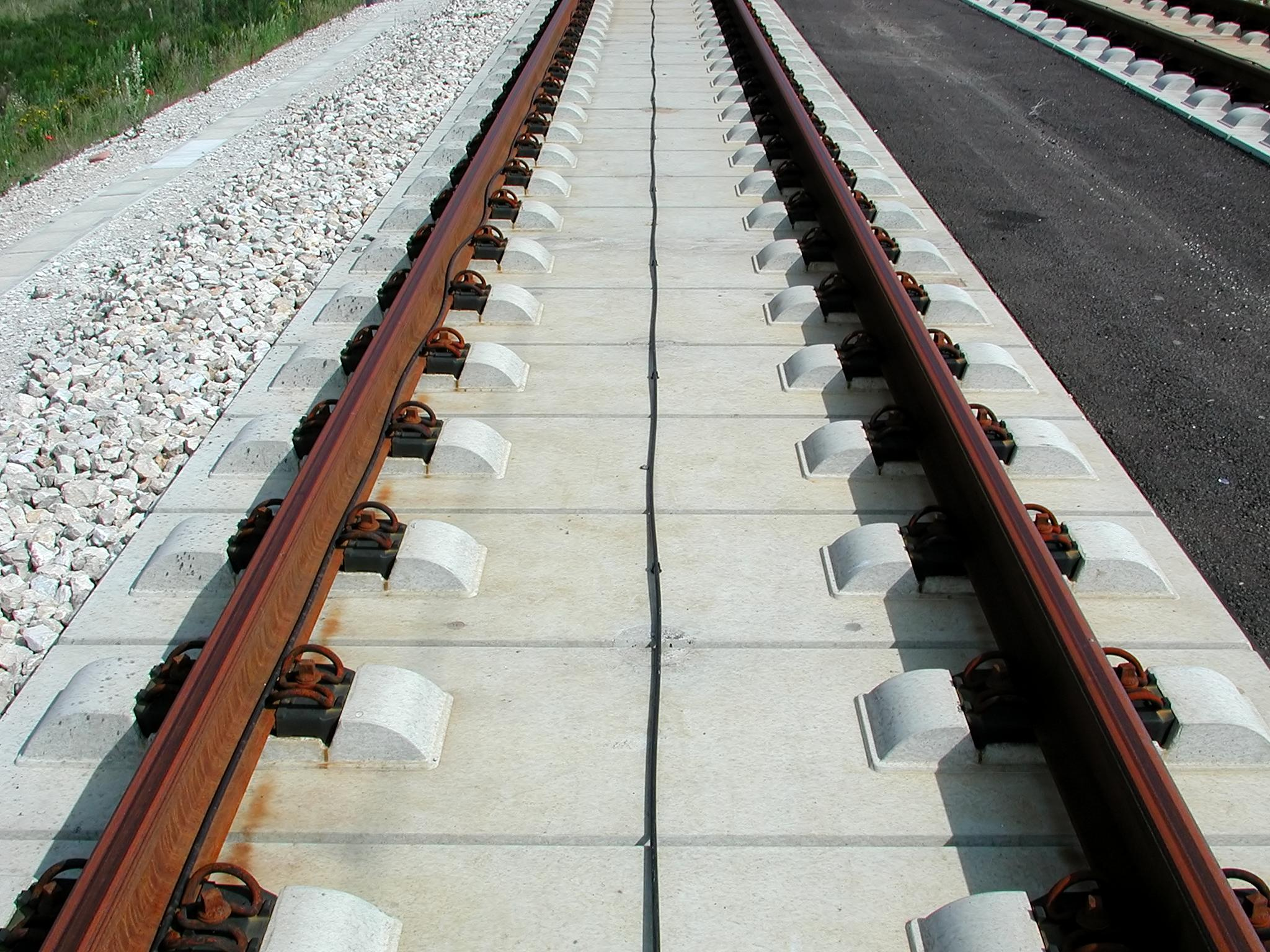
ドイツ鉄道のニュルンベルク・インゴルシュタット間高速鉄道路線に敷設された、マックス・ベーグル社式スラブ軌道。

## 特徴
バラスト軌道は列車の重量・振動などによる軌道の狂いが生じやすいため、定期的な保守管理を必要とするが、スラブ軌道は強固な軌道スラブを用いるため軌道狂いが起こりにくく、保守管理の手間が軽減される。また、建設費が若干高価になるが構造重量も軽いため、高架橋に用いた場合の高架橋への負荷も低減できる。ただし、バラスト軌道と比べると、路盤とレールの間に減衰効果を生む隙間がなく、さらに表面で反射する音も加わるため、列車走行時は車両の内外ともに騒音や振動が大きくなる。その対策として、軌道スラブ下面と混合モルタル層の間にゴム板を挿入した防振スラブ軌道が市街地の地上区間で採用されているが、2000年代以降はあまり採用されなくなってきている。同様に、スラブ軌道を採用している京葉線や片町線、関西本線（大和路線）今宮-JR難波間などでは騒音軽減のため、レール間にバラスト（砂利）を敷いている。
降雪期の鉄道車両下部には氷柱や氷塊が生じやすいが、バラスト軌道の場合にはこれらが車両から軌道に落ちてバラストが飛散し、車両本体や窓ガラスなどを損傷することがあるのに対し、スラブ軌道ではこの問題は発生しない。
一方で、スラブ軌道はバラスト軌道よりも設置費用が高いだけでなく、自然災害などで軌道に狂いが生じた際、これを修正するための時間と費用も増える。また、列車の速度向上に合わせてカント角度の変更が必要になった際にも、スラブ軌道のカント角度変更には多大な時間と費用がかかるため、スラブ軌道の区間だけ速度向上がされずに所要時間短縮の足枷となる場合もある。（JR神戸線六甲道駅付近や、山陰本線三保三隅駅 - 岡見駅間のスラブ軌道区間など）

## 降雪区間の実例
東海道新幹線は、建設当時まだスラブ軌道の技術が確立しておらず、全線バラスト軌道である。このため、同線の降雪区間である関ヶ原では、開通直後の冬以来雪対策に頭を悩ませているが、長期間の運休を伴う大規模な改修工事は事実上不可能であり、現在もそのまま運用されている。未対策の冬季には、関ヶ原通過後、長距離にわたって氷塊の落下による石跳ねで窓ガラスの破損事故が多発したため、初期には前後の駅で氷雪のかき落としを行った。現在は、過去の被害状況を元にバラスト飛散防止シートが敷設されている。
なお、後年に建設された山陽新幹線以降は区間によってスラブ軌道が採用されている。雪国を走る東北・上越新幹線はスラブ軌道主体で建設された上、融雪用の温水スプリンクラーも完備している。